# Selah (Washington)
Selah es una ciudad ubicada en el condado de Yakima en el estado estadounidense de Washington. En el año 2000 tenía una población de 6.310 habitantes y una densidad poblacional de 557,6 personas por km².

## Geografía
Selah se encuentra ubicada en las coordenadas 46°39′8″N 120°32′6″O / 46.65222, -120.53500.

## Demografía
Según la Oficina del Censo en 2000 los ingresos medios por hogar en la localidad eran de $42.386, y los ingresos medios por familia eran $49.477. Los hombres tenían unos ingresos medios de $39.241 frente a los $28.067 para las mujeres. La renta per cápita para la localidad era de $18.595. Alrededor del 10,4% de la población estaban por debajo del umbral de pobreza.